# Милфордски залив
Милфорд Саунд је фјорд који се налази на југозападу Јужног острва на Новом Зеланду. Проглашен је за најбољу дестинацију на свету 2008. године и за најбољу дестинацију на Новом Зеланду. Радјард Киплинг га је назвао осмим чудом света.

## Етимологија
Милфорд Саунд је добио име по Милфорд Хевену у Велсу. Маори га зову Пиопиотахи што значи „усамљени дрозд“. По легенди дрозд је био верни пратилац маорског народног јунака Мауија. Мауји је од богиње тражио бесмртност за људску расу. Он је водио љубав са њом док је спавала, али када ју је пробудила песма дроздова у нападу беса убила је Мауија здробивши га између бедара. Због кајања птица је одлетела у Милфорд Саунд како би живела у самоћи.

## Географија
Милфорд Саунд се налази 15 километара од Тасмановог мора, окружен стрмим литицама које се уздижу у висину и преко 1.200 метара. Са 1.517 метара највиши је врх Слон, који је добио име зато што личи на главу слона и Лав 1302 метара који изгледа као чучећи лав.
У Милфорд Саунду се могу видети два стална водопада водопад Боувен и водопад Стирлинг. Водопад Боуен је висок 162 метара, а до мора пада у два млаза одбијајући се од стена. Водопад Стирлинг је висине 146 метара и пада директно у воду између две стене.

### Клима
Са средњом годишњом количином падавина од 6.813 мм током 182 дана у години, Милфорд Саунд је познат као највлажнијих насељено место на Новом Зеланду и један од највлажнијих у свету. Може да падне 250 мм кише у распону од 24 сата. Киша ствара десетине привремених водопада, а неки од њих достижу и више од 1000 метара дужине. 

## Историја
Џејмс Кук је први Европљанин који је открио подручје фјордова на Новом Зеланду седамдесетих година осамнаестог века. Он је ипак промашио уски и скривени улаз у Милфорд Саунд и није га ни видео. Фјорд је остао неоткривен све до 1812. године када га је открио Џон Гроно и дао му име по свом родном граду Милфорд Хејвену у Велсу. Доналд Садерленд и Џон Макај су отркрили водопаде Садерленд 1880. године. Пре тога Доналд Садерленд је први пут био у Милфорд Саунду шездесетих година двадесетог века у лову на фоке. Тада је рекао:
| „ | Ако икада будем негде трајно пристао, то ће бити овде | ” |

Обећање је испунио и у Милфорд Саунду живео од 1877. до своје смрти 1919. године.
Према попису становништва из 2006. године, само 120 људи живели у Милфорд Саунду, а већина њих ради у туризму или као чувари.

## Туризам
Лепота овог пејзажа привлачи хиљаде посетилаца свакога дана, а између 550.000 и 1.000.000 посетилаца годишње. То чини ово место најпосећенијом и најпознатијом туристичком атракцијом на Новом Зеланду. Туристи могу да се диве водопадима из ваздуха, а могу и да крстаре дуж фјорда.
Посетиоци могу видети и једну од најређих птица на свету Такахе. Не може да лети, а живи у брдима око фјорда. Педесет година се сматрало да је птица изумрла, али су је на овом подручју поново открили 1948. године. Поред Такахе могу се видети и Перајари, Пингвини, Делфини и Китови понекад. Милфорд Саунд је означен као важно станиште прица, а ту живе и Фјордландски пингвин.

## Галерија
- Водопад Боувен
- Водопад Стирлинг